# Тони Удкок
Антъни Стюарт Удкок (на английски: Anthony Stewart Woodcock) е бивш английски футболист, роден на 6 декември 1955 г. в Ийстуд.
Удкок се присъединява към отбора на Нотингам Форест през 1974 г. Успява да се наложи като титуляр в първия отбор през сезон 1976/1977 след два кратки престоя под наем в Линкълн Сити и Донкастър Роувърс. Под ръководството на Брайън Клъф Тони Удкок и Форест успяват да спечелят промоция за Първа английска дивизия и стават шампиони на Англия, носители на КЕШ и Суперкупата на УЕФА, както и на две Купи на лигата. През 1978 г. Удкок дебютира за Англия срещу Северна Ирландия. Изиграва общо 42 мача и отбелязва 16 гола и взима участие на СП 1982 в Испания. През 1979 г. преминава в германския Кьолн за сумата от 2,5 милиона немски марки и става вторият англичанин, играл в Бундеслигата след Кевин Кийгън. Последователно играе финал за Купата на Германия, полуфинал за Купата на УЕФА и става вицешампион на Първа Бундеслига. През 1982 г. е закупен от ФК Арсенал за 5000000паунда. В следващите пет години се превръща във водещ голмайстор на отбора, а в един мач срещу Астън Вила вкарва пет гола, ставайки първият играч на Арсенал, постигнал това в следвоенната история на отбора. През 1986 г. се връща в Кьолн за 500000 марки, а две години по-късно преминава в местния съперник Фортуна Кьолн. След края на активната си състезателна кариера Удкок става треньор в Германия, а по-късно заема поста спортен директор в Айнтрахт Франкфурт.

## Успехи
Нотингам Форест
- Първа английска дивизия
  - Шампион: 1978
- Купа на лигата
  - Носител: 1978, 1979
- Чарити Шийлд
  - Носител: 1978
- Купа на Европейските шампиони
  - Носител: 1979
- Суперкупа на УЕФА
  - Носител: 1979
- Англо-шотландска купа
  - Носител: 1977
- Млад играч №1 на годината: 1978

 1. ФК Кьолн
- Първа Бундеслига
  - Вицешампион: 1982
  - Трето място: 1988
- Купа на Германия
  - Финалист: 1980
- Купа на УЕФА
  - Полуфиналист: 1981